# Parwana
Parwana to bollywoodzki film akcji z 2003 roku z Ajay Devganem w roli tytułowej. Towarzyszy mu Amisha Patel. Reżyseria – Deepak Bahry. Tematem filmu są przygody dobrego złodzieja zaplątanego w konflikt kaszmirski. W filmie: wspierani przez Pakistan terroryści podkładaniem bomb walczący o wolność Kaszmiru, skorumpowani policjanci zdradzający dla pieniędzy Indie i Parwana, który z ofiary tego konfliktu przemienia się w samotnego bohatera walczącego ze wszystkimi przeciwko krzywdzie ludzi.

## Fabuła
Parwana (Ajay Devgan) to oszust ze złotym sercem. Okrada bogatych, by pomagać biednym w slumsach. Pewnego dnia zostaje jednak sam okradziony. I to podwójnie: ze swojego łupu i ze swojego serca. Para złodziejska po ślubie postanawia żyć uczciwie. Złodziej staje się kelnerem, ale kiedy Pooja (Amisha Patel) po wypadku potrzebuje pieniędzy na kosztowną operację, pensja kelnera okazuje się za mała, by uratować jej życie. Parwana powraca do swojego poprzedniego fachu – obrabowuje z walizki pewnego mężczyznę. Złapany przez policję wpada w przerażenie na widok zawartości walizki. Parwana ukradł... bombę. Bity podczas śledztwa daremnie zapewnia, że nie jest terrorystą...

## Obsada
- Ajay Devgan as Parwana
- Amisha Patel .. Pooja
- Pooja Batra .. Parwany wspólniczka
- Jagdeep .. Seth Malpani
- Kader Khan .. Ismailbhai Muskurahat
- Sharat Saxena .. Shahtaj
- Sadashiv Amrapurkar ..Inspektor Hardev Singh Haryanvi
- Gulshan Grover .. Inspektor Tode
- Sayaji Shinde .. Yashwantrao Waghmare
- Akhilendra Mishra .. komisarz policji Tyagi
- Nawab Shah .. P.P. Yadav
- Ketki Dave .. Kamini Haryanvi
- Gajendra Chouhan .. tancerz podczas święta Ganeśa
- Brijesh Tiwari .. Hotel Manager